# Kap Byron

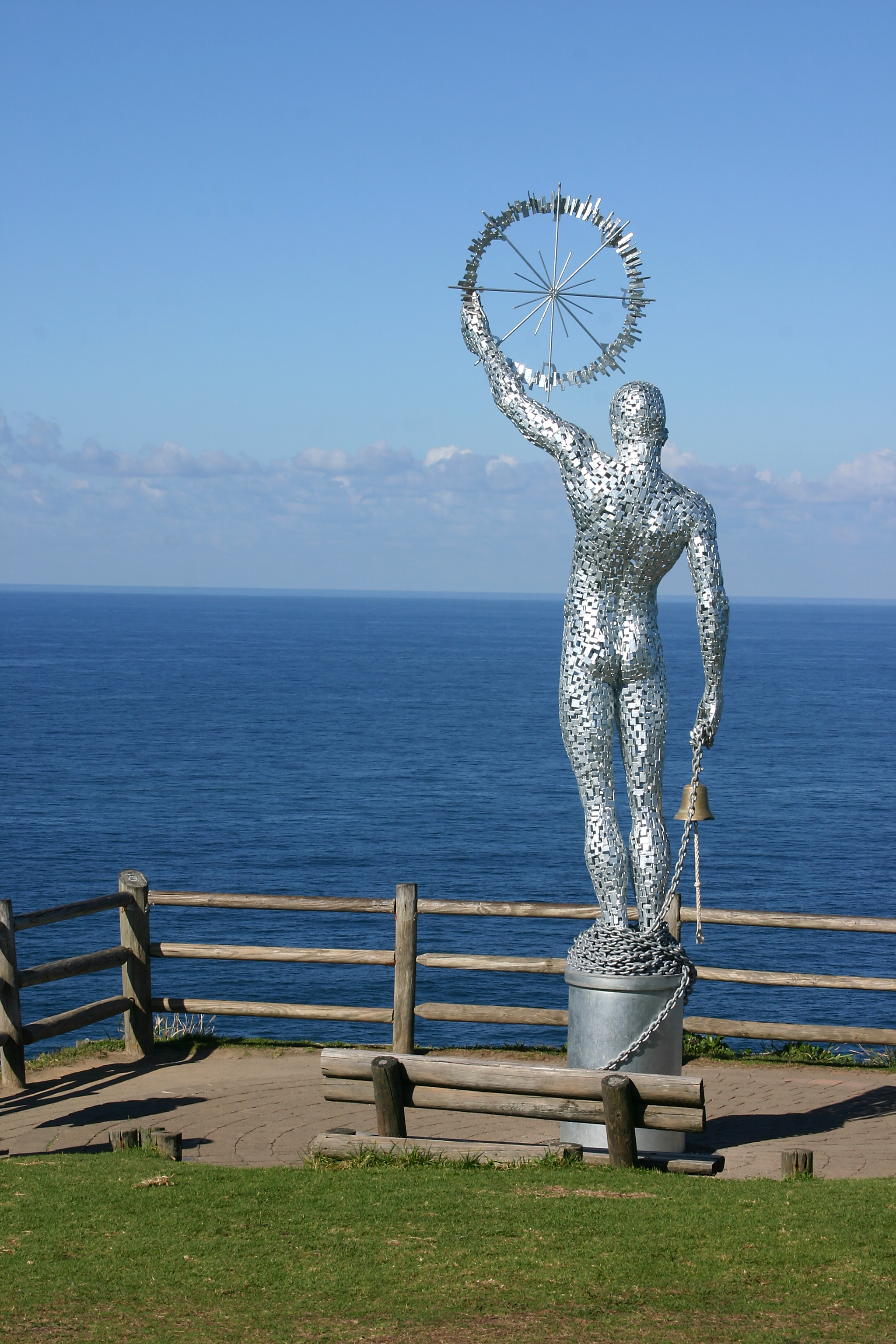
Kap Byron

Kap Byron (en: Cape Byron) är en udde i östra Australien i delstaten New South Wales. Udden är den östligaste platsen på den australiska kontinenten  och den tillhör samtidigt världens yttersta platser.

## Historia
Udden namngavs av den brittiske upptäcktsresanden James Cook när denne passerade här den 15 maj 1770 till minne av John Byron som gjorde en världsomsegling med HMS Dolphin åren 1764-1766. 1901 öppnades fyren Cape Byron Lighthouse . Marinparken etablerades i november 2002.

## Geografi
Kap Byron ligger i östra delen av distriktet Byron Shire i New South Wales direkt vid Stilla havet. Udden ligger i den östra delen av viken Byron Bay cirka 3 km nordöst om staden Byron Bay. På udden står den cirka 18 meter höga fyren Cape Byron Lighthouse och det finns flera gångvägar med bra utsiktsplatser där man kan skåda knölvalar i havet.
Förvaltningsmässigt utgör udden en del av distriktet "Byron Shire Council" och ingår i den ca 22.000 hektar stora marinparken Cape Byron Marine Park 